# カワサキ (大阪府)
株式会社カワサキは、服飾品の製造販売、不動産の賃貸、倉庫業、太陽光発電、ホテル業を営む株式会社。
服飾事業は、シェニール織製品のブランド「レイクアルスター」「アンテモール」があり、高級タオルや婦人向けの身の回り品（バッグ、ハンカチ）、婦人服、トイレタリー製品を製造販売している。ホテルニューオータニ大阪などに直営店を営業している。
その他、賃貸・倉庫事業として大阪府に倉庫19棟を有している。ホテル事業として泉大津市で「ホテルレイクアルスターアルザ泉大津」を営業（本家さぬきやに業務委託）している。
売上構成は服飾事業35.8%、賃貸・倉庫事業64.2%となっている（2020年8月期）。

## 沿革
- 1971年10月 株式会社川部装飾として設立。
- 1972年10月 商号を株式会社川崎装飾に改称。
- 1975年10月 商号を株式会社カワサキに改称
- 2003年1月 忠岡倉庫株式会社を合併。
- 2006年7月 大阪証券取引所第2部に上場。
- 2013年7月 - 大阪証券取引所と東京証券取引所の現物株市場統合に伴い、東京証券取引所第2部に上場。

## 関連法人
- 社会福祉法人レイクアルスター